# Comtés de l'État de l'Arizona
L'État de l'Arizona est divisé en 15 comtés.
| Comté      | Date de création | Étymologie | Siège du comté | Population (2013) | Superficie totale (km²) | Superficie terrestre (km²) | Superficie des eaux (km²) | Densité (hab./km²) | Variation (2010-2013) | Localisation |
| ---------- | ---------------- | --- | -------------- | ----------------- | ----------------------- | -------------------------- | ------------------------- | ------------------ | --------------------- | ------------ |
| Apache     | 1879             | La tribu amérindienne Apache | St. Johns      | 71 934            | 29 056                  | 29 001                     | 54                        | 2,5                | 0,6 %                 |              |
| Cochise    | 1881             | Cochise (vers 1812-1874), chef et combattant de la tribu amérindienne apache des Chiricahuas                                                        | Bisbee         | 129 473           | 16 106                  | 15 969                     | 137                       | 8,1                | -1,4 %                |              |
| Coconino   | 1891             | Le mot hopi « Cohonino » qui désigne les tribus amérindiennes Havasupai et Yavapai                                                                  | Flagstaff      | 136 539           | 48 332                  | 48 222                     | 110                       | 2,8                | 1,6 %                 |              |
| Gila       | 1881             | La Gila River, un tributaire principal de la Colorado River, qui coule dans le sud du comté                                                         | Globe          | 53 053            | 12 420                  | 12 323                     | 97                        | 4,3                | -1,0 %                |              |
| Graham     | 1881             | Le mont Graham (3 267 mètres), point culminant du comté, des monts Pinaleños et de la forêt nationale de Coronado                                   | Safford        | 37 482            | 12 020                  | 11 972                     | 48                        | 3,1                | 0,7 %                 |              |
| Greenlee   | 1909             | Mason Greenlee (?-1903), prospecteur minier | Clifton        | 9 049             | 4 787                   | 4 774                      | 14                        | 1,9                | 7,3 %                 |              |
| La Paz     | 1983             | La ville de La Paz créée en 1862 dans le comté en bordure de la Colorado River lors de la ruée vers l'or de la Colorado River et abandonnée en 1875 | Parker         | 20 324            | 11 691                  | 11 654                     | 37                        | 1,7                | -0,8 %                |              |
| Maricopa   | 1871             | La tribu amérindienne Maricopa | Phoenix        | 4 009 412         | 23 891                  | 23 826                     | 65                        | 168,3              | 5,0 %                 |              |
| Mohave     | 1864             | La tribu amérindienne Mohave | Kingman        | 203 030           | 34 863                  | 34 475                     | 387                       | 5,9                | 1,4 %                 |              |
| Navajo     | 1895             | La tribu amérindienne Navajo | Holbrook       | 107 322           | 25 796                  | 25 772                     | 24                        | 4,2                | -0,1 %                |              |
| Pima       | 1864             | La tribu amérindienne Pima | Tucson         | 996 554           | 23 800                  | 23 794                     | 5                         | 41,9               | 1,7 %                 |              |
| Pinal      | 1875             | Les monts Pinaleños et la tribu amérindienne Pinal                                                                                                  | Florence       | 389 350           | 13 919                  | 13 897                     | 22                        | 28,0               | 3,6 %                 |              |
| Santa Cruz | 1899             | La Santa Cruz River, un tributaire de la Gila River en partie asséché, qui prend sa source dans le comté                                            | Nogales        | 46 768            | 3 207                   | 3 204                      | 3                         | 14,6               | -1,4 %                |              |
| Yavapai    | 1864             | La tribu amérindienne Yavapai | Prescott       | 215 133           | 21 051                  | 21 040                     | 12                        | 10,2               | 2,0 %                 |              |
| Yuma       | 1864             | La tribu amérindienne Quechan | Yuma           | 201 201           | 14 294                  | 14 281                     | 13                        | 14,1               | 2,8 %                 |              |